# Hvězda smrti

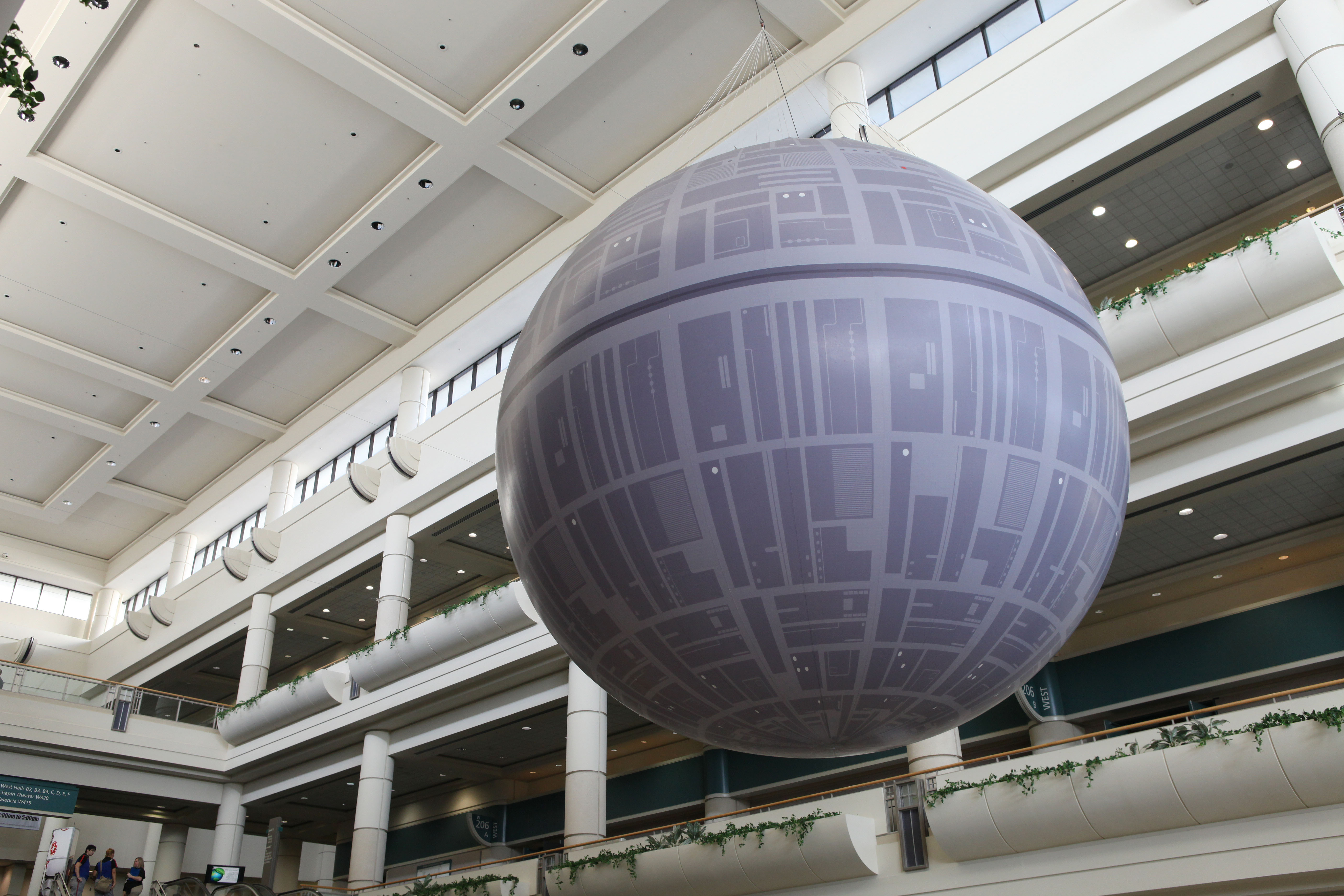
Model Hvězdy smrti pověšený v hale při Star Wars Celebration VI.

Hvězda smrti byla obří bitevní stanice sférického tvaru ve fiktivním světě Star Wars. Po celou filmovou sérii byly postaveny pouze dvě. Tato obří stanice byla neblaze proslulá svou schopností ničit celé planety. První z nich měla v průměru „pouhých“ 120 kilometrů, druhá však již měla úctyhodných 160 kilometrů v průměru. Stanice tak dosahovala rozměrů malého měsíce.

## Popis
Je to mistrovská a skoro dokonalá zbraň, kterou navrhla vědkyně z Omwatu Qwi Xux. Je schopna skoku do hyperprostoru a díky superlaseru může zničit planetu jediným výstřelem (i když druhá Hvězda Smrti byla zničena ještě před demonstrací své plné síly). Planetární štíty, které by jinak odrazily celé flotily, byly neúčinné proti takovéto zbrani. První hvězda smrti nesla 27 048 důstojníků, 774 576 členů posádky, mezi něž patřila pěchota, piloti, úředníci, 400 000 pomocných pracovníků a více než 25 000 stormtrooperů. Toto představuje pouze minimální posádku a stanice by ve skutečnosti mohla pojmout až několikrát více členů. Také nesla útočné raketoplány, Skipray Blastboaty, útočné křižníky, výsadkové lodě, pozemní vozidla a podpůrná plavidla jako 7 200 TIE Fighterů. Pro povrchovou ochranu má 10 000 baterií turbolaserů, 2 500 iontových děl a nejméně 700 vlečných paprsků a superlaser. Dokonce i bez svého superlaseru nesla Hvězda smrti tolik jednotek, že mohla obsadit celý planetární systém.
První hvězda smrti byla zničena Lukem Skywalkerem ve čtvrté epizodě, když se pokusila zničit rebelský měsíc Yavin IV. Luke vlétl ve svém X-wingu do kaňonu na hvězdě a zasáhl nenápadnou větrací šachtu, což způsobilo přehřátí reaktoru a výbuch celé stanice
Druhá hvězda smrti byla pak zničena  v šesté epizodě, rebelskou letkou pod vedením generála Landa Calrissiana u lesnatého měsíce Endor. Díky faktu, že hvězda smrti v té době dosud nebyla dokončená, mohla letka, v čele s lodí Millennium Falcon, vlétnout až k hlavnímu reaktoru, uprostřed stanice, díky jehož vyřazení se povedlo celou hvězdu smrti zničit. Trosky druhé Hvězdy Smrti pak dopadly na jeden z měsíců planety Endor – Kef Bir. 30 let později právě v troskách Hvězdy Smrti nacházi Rey sithský trasovač Císaře Palpatina, ve kterem jsou souřadnice cesty na Exegol (kde se obživlý Císař ukrýval). Později na troskách Hvězdy Smrti bojuje Rey s Kylo Renem.

## Petice Bílému domu
V roce 2012 se na webových stránkách Bílého domu objevila petice požadující, aby se Spojené státy americké zasadily o zkonstruování skutečné Hvězdy smrti podle filmové předlohy, aby podnítila ekonomický stimul a vytvořila ohromné množství pracovních míst. Po získání potřebných více než 25 tisíc podpisů byl Bílý dům nucen dle zákona na tuto žádost kvalifikovaně odpovědět, k čemuž došlo na začátku ledna 2013. Zpráva obsahovala informaci, že výstavba skutečné Hvězdy smrti by stála odhadem 850 biliard dolarů (resp. 850 kvadriliónů dle amerického způsobu vyjadřování takto astronomických čísel). Deník International Business Times dále přišel s kalkulací, že při současné kapacitě produkce oceli by nebyla výstavba Hvězdy smrti hotova dříve než za 833 tisíc let. Bílý dům také prohlásil, že nepodporuje ničení celých světů, a také vypíchl argument, že nemůže podpořit tuto žádost o konstrukci tak gigantické zbraně s natolik závažnou slabinou, kterou by mohl využít jediný pilot malé stíhačky.